# Mirjam Overdam
Mirjam Overdam (Waddinxveen, 18 februari 1973) is een voormalige Nederlands waterpolospeelster.
Mirjam Overdam nam eenmaal deel aan de Olympische Spelen, in 2000. Ze eindigde met het Nederlands team op de vierde plaats. In de competitie kwam Overdam uit voor De Gouwe.
Gillian van den Berg · 
Karla van der Boon · 
Hellen Boering · 
Daniëlle de Bruijn · 
Edmée Hiemstra · 
Karin Kuipers · 
Ingrid Leijendekker · 
Patricia Libregts · 
Mirjam Overdam · 
Heleen Peerenboom · 
Carla Quint · 
Marjan op den Velde · 
Ellen van der Weijden-Bast